# ناتالی بیورن
ناتالی بیورن (سوئدی: Nathalie Björn؛ زادهٔ ۴ مهٔ ۱۹۹۷) بازیکن فوتبال اهل سوئد است.
وی همچنین در تیم ملی فوتبال زنان سوئد بازی کرده‌است.
وی در مسابقات کشوری و بین‌المللی در مجموع برندهٔ ۱ مدال نقره شده‌است.